# 林新惠
林新惠（1990年—）是一個台灣科幻小說家，曾任《聯合文學雜誌》編輯，現就讀於國立政治大學臺灣文學研究所博士班，她的首部小說《瑕疵人形》於2020年獲得台灣文學獎圖書類蓓蕾獎。

## 著作

### 小說
- 《瑕疵人型》（2020年，台北：時報出版）
- 《零觸碰親密》（2023年，台北：時報出版）

［義大利文譯本］Lorenzo Andolfatto, Intimità senza contatto (Torino: ADD Editore, 2025)

## 外部連結
- 林新惠的Facebook專頁
- OKAPI 閱讀生活誌－林新惠 （页面存档备份，存于）